# 和桥镇

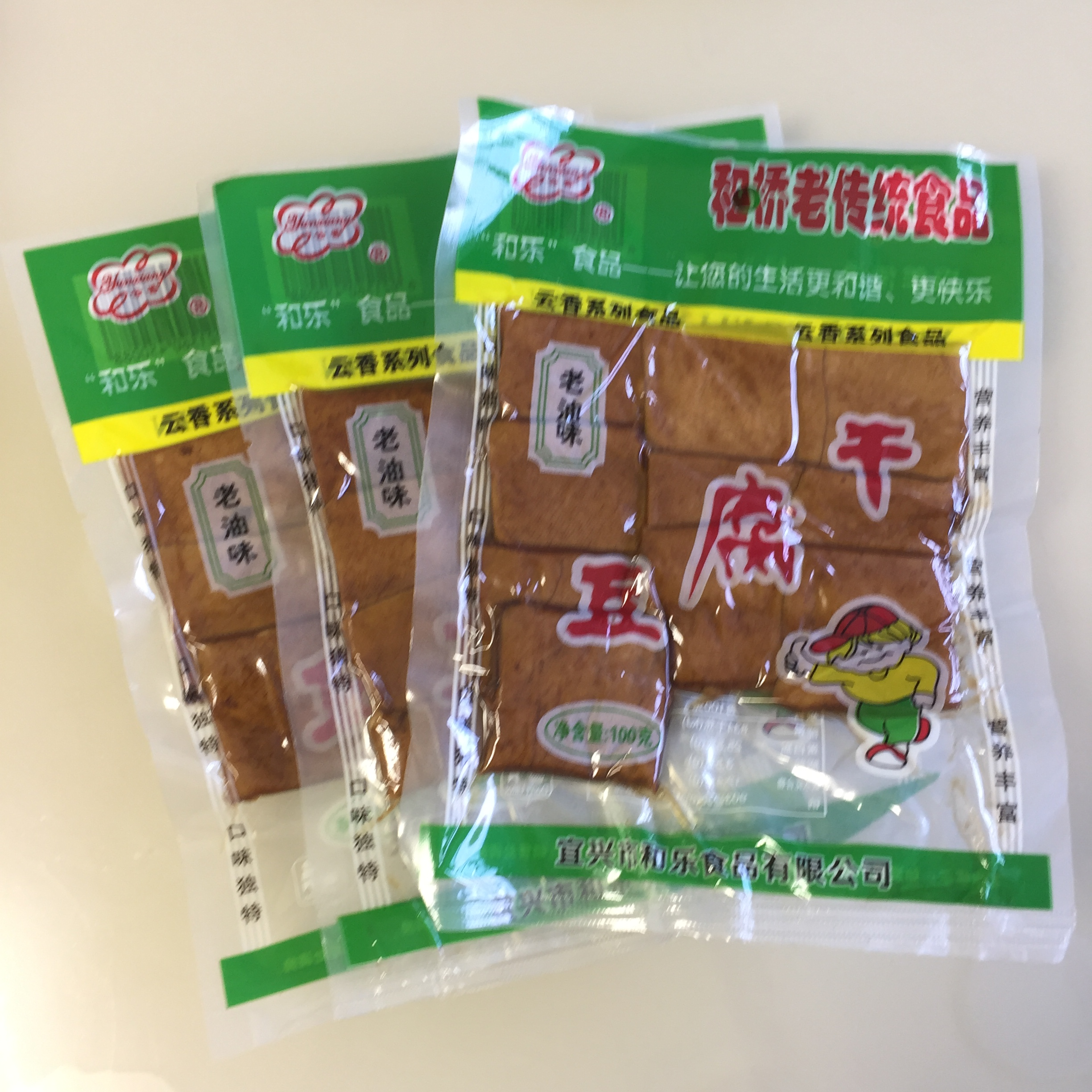
和橋豆腐乾是当地的主要特产

和桥镇，舊稱鵝州，中國江蘇宜興四大鎮之一，位於宜興北部，有滬宜公路、錫宜高速公路，新長鐵路貫通南北。和橋是全國小城鎮試點鎮之一，著名特產有和橋豆腐乾。和橋高級中學是江蘇省重點中學。